# بيز ميز
بيز ميز (بالإنجليزية: Piz Miez (Lepontine Alps))‏ هو أحد جبال سلسلة جبال الألب ليبونتيني ويقع في كانتون غراوبوندن في سويسرا. يحتل المرتبة رقم 226 في قائمة جبال سويسرا من حيث الارتفاع، إذ يبلغ ارتفاعه حوالي 2956 متر، بينما يبلغ ارتفاع نتوء الجبل 445 متر.